# 賈南風
賈 南風（か なんぷう）は、中国西晋の第2代恵帝の皇后。幼名を旹（じ、「時」の古字）という。平陽郡襄陵県（現在の山西省臨汾市襄汾県）の人。父は賈充。母は郭槐。同母妹は賈午。朝廷内で権力を握っていた楊駿・汝南王司馬亮・楚王司馬瑋を次々と死に追い込み、自ら権力を握ったが、その統治下では優秀な官僚が登用されたため、国政は比較的安定していたともされる。しかし後に皇太子司馬遹との不和から彼を殺害した事で、大義名分を得た皇族の一人である趙王司馬倫の挙兵を受け自らも失脚し、間もなく自死に追い込まれた。

## 生涯

### 皇后となるまで
甘露2年（257年）、魏の高官である賈充の三女として生まれた。泰始7年（271年）7月、涼州で禿髪樹機能の乱が起こると、父の賈充は長安への慰撫を命じられたが、洛陽から離れる事を嫌った賈充はこの人事を棚上げにするため、娘の賈南風を皇太子司馬衷（後の恵帝）の妃とするよう武帝司馬炎へ勧めた。だが、司馬炎は司馬衷の妃として衛瓘の娘を迎えようと考えていたので、これに応じなかった。
11月、郭槐（賈南風の母）は皇后の楊艶（楊元后）の侍従へ賄賂を贈り、自らの娘が太子妃になるように裏工作を行った。これにより、楊艶は賈充が晋王朝成立の功臣であることをもって、賈南風を太子妃とするよう司馬炎へ勧めたが、司馬炎は「衛公（衛瓘）の娘は美点が5つあり、賈公（賈充）の娘は欠点が5つある。衛氏は賢才で家には子が多く、容貌美しく背が高く、肌は白い。その一方、賈氏は嫉妬深い上に家には子が少なく、容貌醜く背が低く、色が黒い」と述べ、これを認めなかった。だが、その後も楊艶は荀顗・馮紞・荀勗（いずれも賈充の側近）らと共に、盛んに賈南風の美貌と才徳を称えたので、司馬炎は遂にこれを認めた。こうして、賈充もまた長安から呼び戻された。
泰始8年（272年）2月、賈南風は正式に太子妃に立てられた。彼女は残虐で嫉妬心が強く権謀を好み、さらには身重の側室を嫉妬心から胎児ごと手に掛けた事すらあった。激怒した司馬炎は賈南風を金墉城に幽閉し、司馬衷との離婚を命じようとした。しかし最初の皇后の楊艶の従妹である楊芷（楊皇后）が再び賈充の功績を理由に取りなし、外戚の楊珧や馮紞・荀勗らも「賈妃（賈南風）はまだ若く、嫉妬心というものは女性の正常な心理でもあります。成長したらきっと改善されることでしょう」と取りなしたので、司馬炎はようやく思いとどまった。この後、楊芷はしばしば賈南風の振る舞いを諫めたが、賈南風は楊芷が自分を助けてくれた事を知らなかったので、逆に司馬炎の前で訓戒を垂れる楊芷を逆恨みするようになった。
司馬衷は暗愚であり、朝臣も民衆も後継に相応しくないと思っていた。そのため和嶠や衛瓘らが遠回しに皇太子廃立を勧めると、司馬炎は東宮の官員を集めて宴を開き、尚書でも解決に苦慮する難題が書かれた文書を見せて「太子に決裁させる」と宣言し、これをもって太子にふさわしいかどうかを見極めようとした。これを聞いた賈南風は部下の張泓に下書きを書かせ、それを司馬衷に手直させたものを司馬炎に提出した。この回答に満足した司馬炎は大いに喜び、皇太子廃立は取りやめとなった。後に、賈充は衛瓘が皇太子廃立を勧めたと知ると、これを大変恨み、賈南風へ「衛瓘の老いぼれが我が家をつぶそうとしおった。いつか奴の一家を滅ぼしてやる」と告げた。賈南風もまた衛瓘に心底恨みを抱いた。

### 相次ぐ粛清
太熙元年（290年）4月、司馬炎が崩御すると、司馬衷が新たな皇帝に即位し（晋の恵帝）、賈南風は皇后に立てられた。即位当初は外戚の楊駿（皇太后楊芷の父）が実権を握っていたが、賈皇后は楊駿一派を排除して政治の実権を握るべく、楊駿に軽んじられていた殿中中郎孟観・李肇・宦官の董猛らと共謀して陰謀を練った。はじめに皇室の重鎮である汝南王司馬亮を誘い入れ、次に楚王司馬瑋を誘い入れた。永平元年（291年）3月、賈皇后らはクーデターを起こし、楊駿やその一党を誅殺した。楊氏は三族皆殺しとなり、皇太后の楊芷は庶人に落とされて金墉城に監禁された。
楊氏一派が粛清されると、汝南王司馬亮と太保衛瓘が朝政を司ることになった。賈南風は日増しに道理に反する行いが増えたので、東安王司馬繇は皇后廃位を考えたが、賈南風はそれを察して司馬繇を罷免し、帯方郡に移した。賈南風は過去の一件より衛瓘を憎んでおり、また司馬亮と衛瓘が政権を掌握していたので賈氏の権限が抑え込まれている事に不満を抱いていた。司馬瑋もまた司馬亮・衛瓘と対立していたので、賈南風は司馬瑋との結び付きを強めた。同年（元康元年）6月、司馬瑋の部下が司馬亮と衛瓘を誣告すると、賈南風は恵帝に要請して、司馬瑋に対し司馬亮・衛瓘を免官させるよう命じる詔勅を作らせた。司馬瑋はこれに従って自ら統括している北軍を動かし、配下の公孫宏・李肇・清河王司馬遐らに衛瓘の逮捕を命じた。司馬亮は李肇に捕縛されて殺害され、衛瓘もまた司馬遐に捕らえられて誅殺された。
夜が明けると、太子少傅張華は董猛を派遣して賈南風へ「楚王（司馬瑋）が二公（司馬亮・衛瓘）を殺した事で、天下の威権は楚王に集まるでしょう。そうなれば人主（恵帝）も安泰ではいられません。独断で重臣を殺した罪で、司馬瑋を誅殺すべきです」と勧めると、賈南風もまた司馬瑋を危険視していたので張華に同意した。この時、朝廷内外は混乱し、誰も状況が把握できていなかった。張華は恵帝へ、司馬瑋が詔書を偽造して司馬亮と衛瓘を独断で殺害したと報告した。これを受け、恵帝は諸将へ司馬瑋逮捕を命じ、司馬瑋は捕らえられ廷尉に送られた。朝廷は詔を下して死刑を命じると、司馬瑋は司馬亮らの粛清を命じた詔を見せて冤罪を涙ながらに訴えたが、構わず処刑された。
さらに元康2年（292年）2月、庶人に落とされ幽閉されていた楊芷に一切の物資を与えないように命じ、水も食事も絶たれた楊芷は8日後に餓死した。妖巫を信じていた賈南風は、楊芷があの世で司馬炎に冤罪を訴えないよう、顔に覆いをかぶせ、お札や薬物を加えた上で葬らせたという。

### 朝政を専断
司馬亮・衛瓘・司馬瑋らの粛清により、賈南風は賈謐（妹の賈午の子）・郭彰ら一族と共に、朝廷の実権を握り天下を欲しいがままとした。賈南風は賈謐と協議の上で張華を侍中・中書監に、裴頠を侍中に、賈模を散騎常侍・侍中に、安南将軍裴楷を中書令・侍中に任じ、右僕射王戎と共に政務を補佐させた。張華・裴頠らは賢臣であったので、共に力を合わせて国政を大いに安定させる事に成功し、賈南風も張華に対してだけは尊敬の念を保ったという。
賈南風自身は執政に関わる事はなく、専ら遊興に耽る日々を過ごした。その淫虐は日々酷くなり、太医令程拠らとも密かに肉体関係を持つようになった。また、彼女は外で若い男を見つけると、竹箱に入れて宮中に運びこみ、行為に及んだこともあったという。秘密が漏れることを恐れ、彼等の多くは事を終えた後に殺害されたという。
賈南風は4人の女子を生んだが、男子は生まれなかった。皇太子司馬遹は食肉処理業者の娘である淑妃謝玖の子であり、賈南風の子ではなかった。賈皇后は賈午の夫の韓寿の子である韓慰祖（賈謐の兄弟）を密かに宮中で養わせ、自らの子と偽って司馬遹に代えようとした、という話が『晋書』に書かれている。郭槐は娘に子が産まれないため、司馬遹を実子のように育てるよう諭したが、賈南風は彼を忌み嫌っていた。また、郭槐は韓寿の娘（賈謐・韓慰祖の姉妹で、司馬遹の従姉妹）を太子妃に立てようとしたが、賈南風は賈午と共に猛反対し、王衍の娘の王恵風を司馬遹と結婚させた。
賈南風の親戚である賈模は禍が降りかかるのを恐れ、裴頠・張華と謀議し、賈南風を廃立して皇太子司馬遹の母である謝玖を皇后に立てようと考えた。だが、裴頠らは危険を恐れて結局実行に移す事は無かった。彼らは賈南風の母の郭槐の下へ赴くと、賈南風へ皇太子と親しく接し、宮中での行いを慎むように諫めて欲しいと頼みこんだ。賈模もまた幾度も賈南風へ諫言したが、賈南風はこれらの諫言を聞き入れず、逆に賈模が自分を誹謗していると考えて距離を置くようになり、賈模は憂憤から病にかかり死去した。
元康6年（296年）夏、長安を守っていた征西大将軍・趙王司馬倫が洛陽に召喚されると彼は賈氏一派に取り入るようになり、賈南風からも信任されるようになった。また元康9年（299年）6月、賈謐は皇太子司馬遹へ無礼な態度を取った事を成都王司馬穎に咎められ、逆上して賈南風へ司馬穎を讒言した。賈南風は司馬穎を平北将軍に任じて鄴の鎮守を命じ、朝廷から追い出した。

### 皇太子殺害と最期
郭槐は病に倒れると、死の間際に賈南風の手を取り、司馬遹との関係を改善するよう求め、また「趙粲（武帝の妃妾）と賈午は家事を乱すので、私の死後、近づけてはなりません」と言い残した。だが、賈南風はこれに従わず、趙粲・賈午と謀議して司馬遹を害する計画を練った。司馬遹は成長すると勉学を好まず、近臣と遊び惚けていたので、賈南風は宦官を用いて司馬遹を誘い、更に遊興に耽らせて評判を落とさせた。
12月、賈南風は恵帝が病に倒れた、と司馬遹に伝えて入朝を命じ、宮殿に来た司馬遹を別室に入れると、恵帝の命と称して三升の酒を飲ませ、酩酊状態に陥らせた。そして黄門侍郎潘岳に「私と謝妃（謝玖、司馬遹の母）は共に議論し、恵帝と賈皇后を廃す事を決めた」という文章を用意させると、司馬遹に筆と紙を渡し、詔と偽って同じ内容を書くよう命じた。これを読んだ恵帝は司馬遹の処刑を決意したが、ここで腹心の張華らが頑なに反対したので、賈南風は次第に政変を恐れるようになり、司馬遹の処刑を諦めて庶人に落とすよう進言し、恵帝はこれに同意した。司馬遹は庶人となり、王夫人や息子の司馬虨・司馬臧・司馬尚らと共に金墉城に監禁された。司馬遹の生母の謝玖と妻の一人の蔣俊（司馬虨の母）は殺された。
これに憤った司馬遹の元部下であった右衛督司馬雅・常従督許超らは、賈南風を廃して皇太子の復位を果たさせる事を目論み、強大な兵権を握る趙王司馬倫に協力を仰ぐべく、司馬倫の腹心の孫秀へ協力を持ち掛けた。しかし、孫秀は賈南風廃立の謀略をわざと漏らして賈南風に司馬遹を殺害させ、その後仇を取るという大義名分で賈南風を廃して政権を掌握する事を提案した。かくして賈南風廃立・皇太子復位の計画の噂が流れると、賈南風は各所に配置していた宮婢からこの情報を入手し、ついに部下の孫慮に命じて司馬遹を暗殺させた。
永康元年（300年）4月3日、司馬倫と孫秀は梁王司馬肜・斉王司馬冏らと共に賈南風討伐を決行し、宮中へと突入した。賈謐は異変に気付き逃げようとしたが、兵士に囲まれ、叫び声をあげて賈南風に助けを求めたがその場で殺された。司馬冏が「詔により皇后を捕らえに参りました」と述べると、賈南風は「詔をつくるのは我であるぞ！」と叫び、遠くにいる恵帝に向かって「陛下の妻が廃されようとしております。陛下もすぐに廃位に追い込まれることになりますぞ！」と述べた。事の首謀者が梁王（司馬肜）と趙王（司馬倫）であると知ると、賈南風は後悔して「犬の首ではなく、尾を繋いでいたのか！」と言ったという。こうして賈南風は庶人に落とされ、建始殿に幽閉された。賈氏一族も尽く捕らえられた。賈氏一族は皆殺しにされ、賈南風自身も同月9日、金屑酒（金粉入りの毒酒）を届けられて自殺させられた。

## 逸話
洛陽城南で盗難事件が起こり、賈南風の遠戚の者が被害に遭った。ある尉部の小役人は容姿端麗であり雑役を行っていたが、突然華美な衣服を着るようになったので、皆盗んだのではないかと疑い、尉（長官）もこれを取り調べた。賈南風の親族は盗品を取り返そうと思い、その尋問を傍聴した。小役人は弁明をして「先頃歩いていると、 一人の老婆に会いました。彼女が言うには『我が家に病人がおり、占い師が城南の若者にまじないをさせるとよいといっていた。その為、しばらく時間を頂けないか。必ず重く報いよう』とのことでした。そこでこれに付き従うと車に乗せられ、帳を下ろされて竹製の箱の中に入れられました。十里余り行き、六つか七つの門を越えたところで箱が開けられ、突然立派な宮殿が目に入りました。ここはどこかと問うと、彼女は天上と答えました。その後、香り高い湯で入浴し、良い衣服を着て美味い食事をしました。すると、一人の婦人が現れました。歳は三十五・六、背が低く顔色は青黒く、眉尻に傷がありました。私は数晩留められ、彼女と共に寝て楽しい宴をしました。帰る時になるとこのような色々な物を贈られました」と話した。話を聴いていた賈南風の親族はその女性が賈南風であることを理解し、恥じらいながら笑って立ち去り、尉もまた納得した。この当時、賈南風の家に入って死んだ者が多くいたが、この小役人だけは賈南風に愛されたので、無事で帰ってくることが出来たという。

## 子女
- 河東公主 - 彼女が病気となると、賈南風は祈祷師に看させた。祈祷師は政令を緩和すべしと答えたので、賈南風は恵帝の名をもって大赦を下した。賈南風の死後、孫秀の子の孫会に嫁いだ。
- 始平公主
- 弘農公主 司馬宣華 - 傅祗の子である傅宣に嫁いだ。永嘉の乱により懐帝が漢（後の前趙）に捕らえられると、傅祗の命により司馬宣華は懐帝奪還の為の義軍を募ったという。
- 哀献皇女 司馬女彦 - 8歳の時亡くなった。非常に聡明であり、書学に長けており詩文を書くことが出来たという。賈南風は彼女を寵愛していたので、死の間際に公主に封じようとしたが、司馬女彦は「我は幼く、成人しておりません。公主の礼は不用です」と言い残した。彼女の死後、賈南風は非常に悲しみ、遺言通り公主には封じなかったが、長公主の礼儀をもって喪を執り行った。
- 清河公主 - 『太平御覧』では、羊献容の娘とされている。永嘉の乱が起こると呉興に売り飛ばされ、銭温という人物の奴隷とされた。東晋が成立すると彼女は助け出され、臨海公主に改封されて宗正曹統に嫁いだ。